# Kingsford (Michigan)
Kingsford é uma cidade localizada no Estado americano de Michigan, no Condado de Dickinson.

## Demografia
Segundo o censo americano de 2000, a sua população era de 5549 habitantes.
Em 2006, foi estimada uma população de 5437, um decréscimo de 112 (-2.0%).

## Geografia
De acordo com o United States Census Bureau tem uma área de
11,8 km², dos quais 11,2 km² cobertos por terra e 0,6 km² cobertos por água.

## Localidades na vizinhança
O diagrama seguinte representa as localidades num raio de 36 km ao redor de Kingsford.